# Monts Xiao
Les monts Xiao (en chinois 崤山 ; pinyin : Xiáo Shān) sont une chaîne de montagnes dans l'Ouest du Henan au nord de la rivière Luo et au sud de Sanmenxia.

## Histoire
- Bataille de Xiao, en 627 avant notre ère, entre les États de Qin et Jin.